# Fijación Oral Vol. 1

Fijación Oral Vol. 1 är Shakiras fjärde studioalbum, utgivet den 3 juni 2005. Albumet, som är spanskspråkigt, innehåller låtar inom pop, latin pop och rock.
Senare 2005 släpptes Oral Fixation Vol. 2, som är på engelska, men som inte är en översättning av låtarna på Fijacion Oral Vol. 1.
Albumet är hennes första spanska album sedan 1998, med ¿Dónde Están los Ladrones?. Skivan har vunnit många priser, bland annat fem Latin Grammy Awards och en Grammy Award. Albumet har sålt cirka 5 miljoner exemplar sedan 2005.
Fem singlar släpptes från albumet: "La Tortura", "No", "Día de Enero", "La Pared" och "Las de la Intuición".

## Låtförteckning
1. En Tus Pupilas - 4:21 (spanska "I dina pupiller")
2. La Pared - 3:20
3. La Tortura - 3:33 - (spanska "Tortyren") (feat. Alejandro Sanz)
4. Obtener un sí - 3:20 (spanska "Att få ett ja")
5. Día Especial - 4:22 - (spanska "Speciell dag") (feat. Gustavo Cerati)
6. Escondite Inglés - 3:10 (spanska "Röda lyktan stopp")
7. No - 4:47 (spanska "Nej")
8. Las de la Intuición - 3:41 (spanska "De med instinkt")
9. Día de Enero - 2:55 (spanska "Januaridag")
10. Lo Imprescindible - 3:58 (spanska "Det viktiga")
11. La Pared (Versione Acustica) - 2:41
12. La Tortura (Shaketon Remix) - 3:12 (spanska "Tortyren")